# Julius Kühn-Institut
Julius Kühn-Institut – Bundesforschungsinstitut für Kulturpflanzen (JKI) est le Centre fédéral allemand de recherche sur les plantes cultivées. C'est un institut fédéral de recherche et une autorité fédérale supérieure divisée en 15 instituts spécialisés. Ses objectifs, sa mission et son champ de recherche ont été déterminés par l'article 11, paragraphe 57 de la loi fédérale de 1987 sur la protection des plantes cultivées, telle que modifiée ultérieurement.
Le JKI a été nommé d'après l'agronome allemand Julius Kühn (1825–1910). Il a été formé en janvier 2008 lorsque trois centres de recherche du ministère fédéral de l'Alimentation et de l'Agriculture ont fusionné :
- Centre fédéral de recherche biologique agricole et forestière (BBA),
- Institut fédéral de recherche sur la sélection végétale (BAZ) et
- Centre fédéral de recherche agronomique (FAL) (deux instituts).

Elle a son bureau principal à Quedlinbourg et des centres à Berlin, Brunswick, Darmstadt, Dossenheim, Pillnitz, Elsdorf, Groß Lüsewitz, Kleinmachnow, Münster et Siebeldingen.

## Instituts
- Épidémiologie et diagnostic des pathogènes (Quedlinbourg et Brunswick)
- Chimie écologique, analyse des plantes et protection des produits stockés (Quedlinburg, Berlin et Kleinmachnow)
- Recherche sur la résistance et la tolérance au stress (Quedlinbourg)
- Biosécurité en biotechnologie végétale (Quedlinbourg)
- Recherche sur la sélection des cultures horticoles et fruitières (Quedlinbourg et Dresde)
- Recherche sur la sélection des cultures agricoles (Quedlinbourg)
- Techniques d'application en protection des végétaux (Brunswick)
- Sciences des cultures et des sols (Brunswick)
- Santé des végétaux nationale et internationale (Brunswick)
- Protection des végétaux dans les grandes cultures et les prairies (Brunswick)
- Protection des végétaux dans l'horticulture et les forêts (Brunswick et Münster)
- Évaluation des stratégies et des technologies (Berlin et Kleinmachnow)
- Contrôle biologique (Darmstadt)
- Protection des plantes dans les cultures fruitières et la viticulture (Dossenheim, Siebeldingen, Bernkastel-Kues)
- Élevage de vigne Geilweilerhof (Siebeldingen)
- Station expérimentale de sélection de pommes de terre (Groß Lüsewitz)

## Scientifiques notables
L'établissement est dirigé par le chercheur en élevage Frank Ordon. Il a succédé au scientifique horticole et phytomédical Georg F. Backhaus, qui était auparavant à la tête de l'Institut fédéral de biologie de Berlin et de Brunswick depuis 2002,.
- Georg F. Backhaus (de) (né en 1955), agronome
- Heinz Butin (de) (1928–2021), phytopathologiste et forestier
- Falko Feldmann (de) (né en 1959), biologiste et spécialiste en phytomédecine
- Gregor Hagedorn (de) (né en 1965), botaniste
- Johannes Hallmann (de) (né en 1964), agronome et spécialiste de la phytomédecine
- Johannes A. Jehle (de) (né en 1961), biologiste, virologue des insectes et scientifique phytomédical
- Peter Morio (de) (1887–1960), agronome et viticulteur
- Frank Ordon (de) (né en 1963), agronome
- Ewald Schnug (de) (né en 1954), agronome, professeur d'université et chercheur
- Kornelia Smalla (de) (née en 1956), chimiste et biotechnologue
- Hermann Stegemann (de) (1923–2018), professeur de biochimie
- Rolf Tippkötter (de) (né en 1946), pédologue